# Compass Point Studios
Compass Point Studios son unos estudios de grabación ubicados en Nasáu, Bahamas. Fueron fundados en 1977 por Chris Blackwell, también propietario del sello Island Records. Tomaron su nombre de Compass Point, un lugar en la isla de Nueva Providencia cercano a los estudios.

## Historia
Desde su fundación hasta mediados de los ochenta, el estudio recibió a artistas muy variados en cuanto a géneros. Fue donde la banda AC/DC grabó su disco Back in Black.
También han grabado artistas y bandas tales como: The Rolling Stones, U2, Robert Palmer, The B-52's, Dire Straits, Bob Marley, Eric Clapton, The Cure, James Brown, Duran Duran, David Bowie, Judas Priest, Iron Maiden, Mick Jagger, Whitesnake, ELO, Status Quo, Tom Tom Club, Grace Jones, Joe Cocker, Emerson Lake and Palmer, Eurythmics, Julio Iglesias, Ringo Starr, Bad Company, y más.
Desde mediados de 1980, Chris Blackwell se vio en la necesidad de privilegiar sus otros negocios obligándolo a gastar menos tiempo y dinero en el estudio. La muerte en 1987 de su productor y director Alex Sadkin forzó definitivamente a un período de declive. Sin que alguien supervisara el estudio, los equipos comenzaron a sufrir por la falta de mantenimiento y actualización.
En 1992, Blackwell tomó medidas para salvar el estudio mediante la contratación de Terry y Sherrie Manning, ambos propietarios y operadores de un estudio de grabación y casa de producción de video en Estados Unidos. La pareja quedó a cargo de todos los aspectos de Compass Point Studios. Luego de su llegada, a fines de ese mismo año los Manning comenzaron la restauración de los dos grandes estudios, rompieron y re-hicieron las instalaciones dejando a un lado los deteriorados y viejos aparatos de grabación por unos más modernos.
Desde su reapertura y desde 1992 han recibido a artistas como: Celine Dion, Shania Twain, Lenny Kravitz, Shakira, Backstreet Boys, George Thorogood & The Destroyers, Bryan Adams, Los Fabulosos Cadillacs, entre otros. Además contaron con la participación de productores como, David Foster, Robert Lange, Nellee Hooper, Rodney Jerkins, Brian Eno, Patrick Leonard y otros.
A partir del 2010 los estudios fueron cerrados, citando desde la web oficial la causa: «Compass Point Studios dejó de funcionar en Nasáu a partir de fines de septiembre de 2010 debido a una serie de incidentes socio-políticos, basados en acontecimientos que hicieron insostenible la continuidad del negocio en las Bahamas».

## Artistas grabados

### Desde su fundación (1977)
| - AC/DC - The Rolling Stones - U2 - Robert Palmer - The B-52's - Talking Heads - Dire Straits - Bob Marley - Eric Clapton - The Cure | - Adam Ant - James Brown - Duran Duran - David Bowie - Judas Priest - Iron Maiden - Mick Jagger - Whitesnake - ELO - Serge Gainsbourg | - Status Quo - Tom Tom Club - Madness - Spandau Ballet - Third World - Grace Jones - Joe Cocker - Emerson Lake and Palmer - Eurythmics - Julio Iglesias | - Power Station - Roxy Music - Thompson Twins - Wings - Ringo Starr - Julian Lennon - Bad Company - Average White Band - Carly Simon - Björk |

### Tras reapertura (1992)
| - Snoop Dog - Celine Dion - Mariah Carey - Lenny Kravitz - Shania Twain - Widespread Panic - Ayọ - Bjork - Shakira - Joss Stone - Puff Daddy - Robert Lange - Sean Connery - George Lucas (Star Wars I y III) - Backstreet Boys - 2Pac | - Joe - Nas - Missy Elliot - Ma$e - Lil' Kim - Alan Jackson - Crash Test Dummies - Belly - Baby Animals - Bonnie Tyler - Enrique Iglesias - Julio Iglesias - Roger Waters - REM - Liz Phair - Jesse Harris | - Iron Maiden - The Rembrandts - Nine Inch Nails - Wynonna Judd - Sammy Kershaw - Diana Ross - The State - Colin James - George Thorogood & The Destroyers - Edna Swap - The Tragically Hip - Bryan Adams - David Bowie - Jimmy Buffett - Blake Morgan - Freak Power (Fat Boy Slim) | - Bon Jovi - Peter Reber - Suzy Bogguss - Sasha Dobson - Hot Chocolate - Los Fabulosos Cadillacs - Bonepony - Rheostatics - For Squirrels - Al Green - C. C. Adcock - The Ocean Blue - Monkey Beat - Doyle Bramhall - Tarka - Venice |